# Kobułty

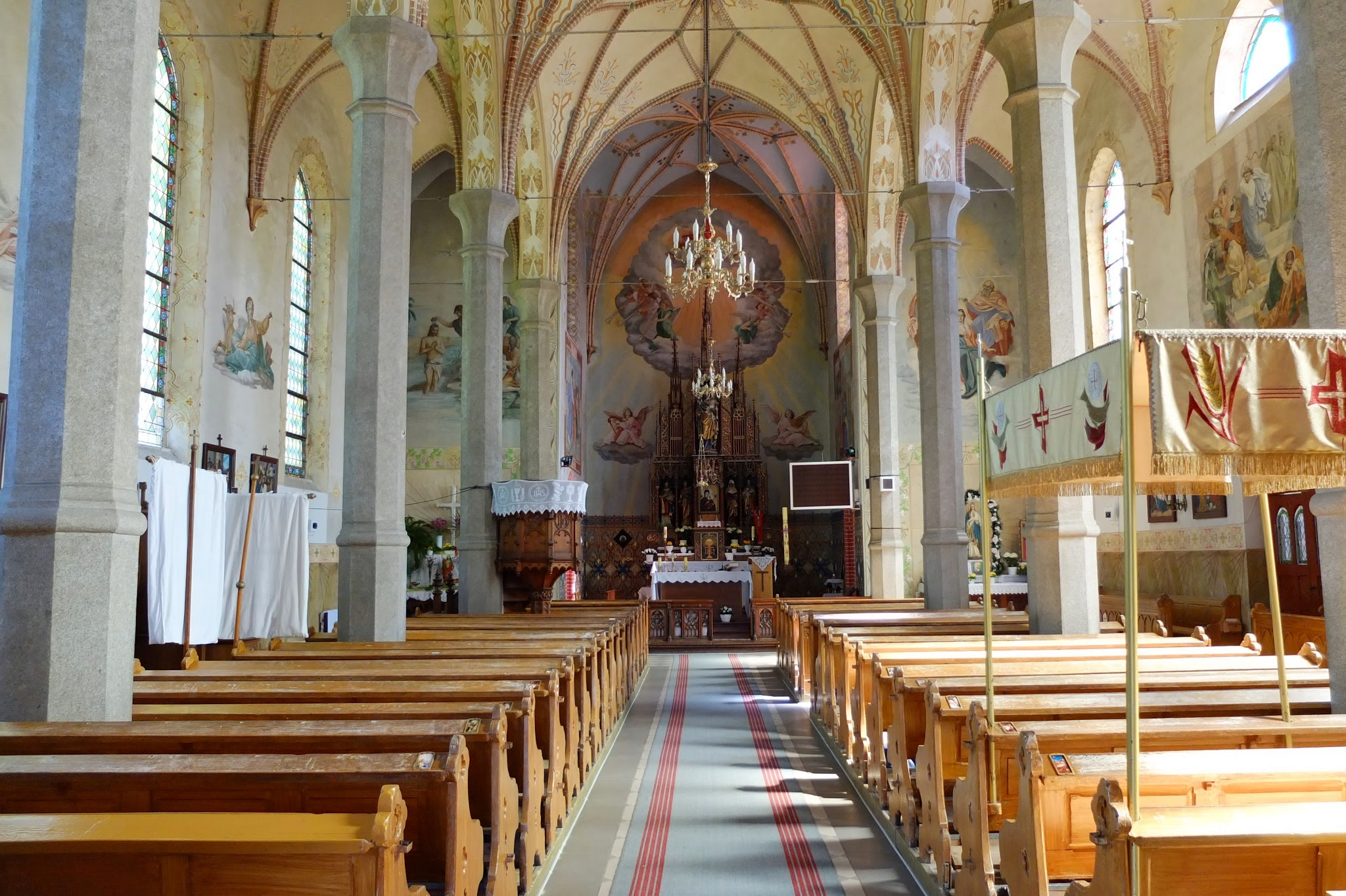
Kobułty – kościół katolicki

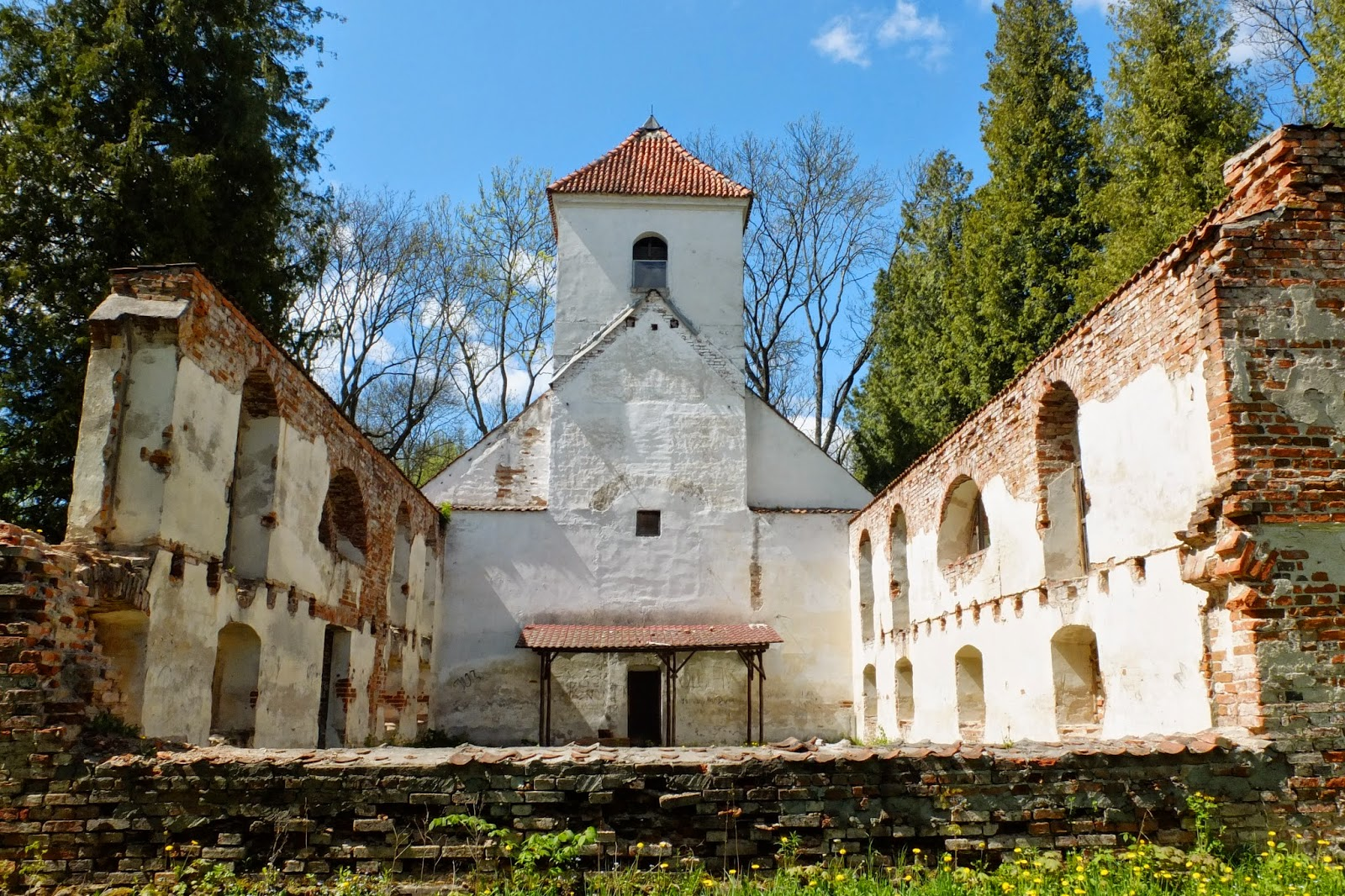
Kobułty – kościół ewangelicki z początku XIX

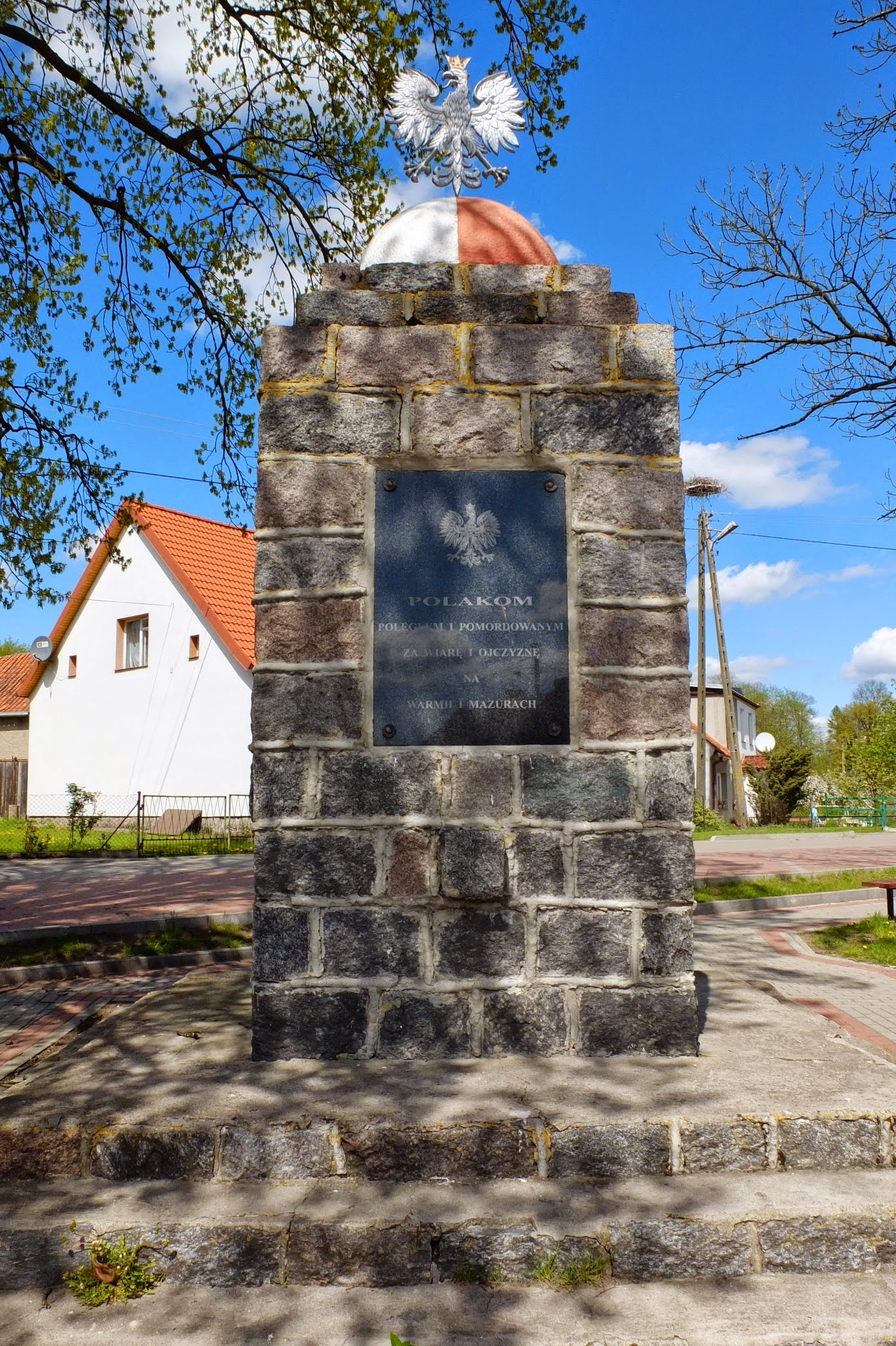
Pomnik upamiętniający poległych w trakcie I wojny światowej z napisem: „UNSEREN • GEFALLENNEN • ZUM • GEDÄCHTNIS • 1914-1918”. Pomnik obecnie przerobiony na polski, dodana tablica z orłem w koronie i napisem: „POLAKOM POLEGŁYM I POMORDOWANYM ZA WIARĘ I OJCZYZNĘ NA WARMII I MAZURACH”.

Kobułty (niem. Kobulten) – wieś w Polsce położona w województwie warmińsko-mazurskim, w powiecie olsztyńskim, w gminie Biskupiec.
Wieś położona w południowej części gminy Biskupiec, w pagórkowatym krajobrazie polodowcowym porośniętym lasami, na obszarze chronionego krajobrazu. W pobliżu wsi znajduje się zespół przyrodniczo-krajobrazowy „Kobułckie Wzgórza”, utworzony w celu ochrony dużego kompleksu wysokich wzgórz morenowych.
We wsi znajdują się trzy sklepy, biblioteka, ochotnicza straż pożarna, zespół szkól. Dwa kilometry na północ od wsi znajduje się wzgórze o wysokości 219 m n.p.m.
Do 1954 roku siedziba gminy Kobułty. W latach 1954–1972 wieś należała i była siedzibą władz gromady Kobułty. W latach 1975–1998 miejscowość administracyjnie należała do województwa olsztyńskiego.

## Historia
Wieś założona około 1388 roku jako wieś kościelna, w powiecie szczycieńskim, na polsko-pruskich Mazurach. Lokowana na stosunkowo dużym obszarze, bo aż 350 włókach. W kolejnych wiekach dobra często zmieniały właścicieli. W połowie wieku XIX do wsi należało niespełna 70 włók magdeburskich.
Według opisu Orłowicza, na początku XX w. była to wieś mazurska licząca 500 mieszkańców o zabudowie murowanej. We wsi były dwa kościoły: ewangelicki (stojący na wzgórzu w północnej części wsi) i katolicki, duża gorzelnia. W ogrodzie plebanii znajdowała się okazała lipa, a w sąsiedztwie park dworski. Na wzgórzu, znajdującym się dwa kilometry na północ od wsi, znajdowała się wojskowa wieża widokowa.
Od 1 stycznia 1957, na mocy nowego podziału administracyjnego, Kobułty należą terytorialnie do gminy Biskupiec. W roku 2005, Kobułty otrzymały wyróżnienie w konkursie „Czysta i estetyczna zagroda – estetyczna wieś 2005” organizowanym przez Związek Gmin Warmińsko-Mazurskich.

## Zabytki
We wsi znajduje się kilka obiektów architektury i założeń parkowych, w tym kilka wpisanych do rejestru zabytków:
- kościół ewangelicki z 1823, obecnie w ruinie, dawniej klasycystyczny budynek z czworoboczna wieżą.
- park dworski
- spichlerz (obecnie w ruinie)
- katolicki kościół neogotycki zbudowany w latach 1897–1899 (proj. Fritz Heitmann), z wysoką wieżą.
- czworaki wybudowane zaraz przy spichlerzu,
- cmentarz
- przydrożne kapliczki.